# 战国 (游戏)
《战国》是一部由Paradox Development Studio制作，Paradox Interactive发行的大战略电子游戏。

## 游戏概况
在游戏中，玩家可以扮演1467年的一位战国时代日本贵族。游戏的标题“Sengoku”，来源于日本历史上著名的战国时代。该游戏被认为是P社测试克劳塞维茨引擎以及为后来推出的游戏《十字军之王II》试水的作品。和《十字军之王II》相似，贵族们拥有各种头衔，并得到来自采邑和封臣的收入。游戏中的人物关系基于其性格特质与情势。从封臣处可征召的军队数量取决于封臣对玩家的喜好程度。游戏中，你可以从封臣处征募或雇佣佣兵来充实军队，与实际的日本战国时代一样，为了保证和约能够取信对方，游戏角色之间会送出人质。

## 评价
| 汇总媒体   | 得分   |
| ---------- | ------ |
| Metacritic | 70/100 |

| 媒体         | 得分 |
| ------------ | ---- |
| PC Gamer英国 | 71%  |
| PC PowerPlay | 5/10 |

评论网站Metacritic评价该游戏为“一般”。而评论网站WarGamer则批评该游戏缺乏各类任务，而且游戏中只有很少的开局日期，认为该游戏不是典型的P社游戏。